# 爆笑!迎春ブッちぎり 所ジョージのオールスター自動車レース大賞
『爆笑!迎春ブッちぎり 所ジョージのオールスター自動車レース大賞』（ばくしょう げいしゅんブッちぎり ところジョージのオールスターじどうしゃレースたいしょう）は、1991年1月2日にTBSで放送された特別番組（自動車バラエティ番組）。所ジョージの冠番組。

## 放送時間
- 水曜15:00 - 17:00（JST）

## 放送内容

### 概要
横浜ベイブリッジを臨むスタジオに車好きの芸能人が集結し、自ら参加した競技をVTRで見て談笑しながら振り返る。

### オープニング
所とゲストによる新年のあいさつの後、参加者をスタジオ駐車場に招き入れ、紹介を兼ねてインタビューを行った。

### 競技内容

#### オールスター0-200mレース大会
参加者各自が持ち込んだ車により、0-200mのタイムをトーナメント形式で競う。ほぼオールスターキャノンボール大会の参加車両である。司会の所も競技に参加し、その間のMCは高田が務めた。優勝は井倉。ベストタイムは池沢だったが、決勝ではスタートを失敗してしまった。

##### 参加者：車種
第1ブロック
- 所ジョージ：シボレー・コルベット C2 オープン
- 林家しん平：フォルクスワーゲン・タイプ1・カブリオレ

第2ブロック
- 池沢さとし：フェラーリ・テスタロッサ ※
- 三原じゅん子：シボレー・コルベット C4(AT)
- つまみ枝豆：ホンダ・NSX(AT)

第3ブロック
- 井倉光一 (イクラちゃん)：シボレー・コルベット C4 ZR-1 ※
- 岡安由美子：三菱・ミラージュ・サイボーグ
- ヒロミ：日産・スカイライン GT-R(グリルだけGT-Rのお約束仕様) GC10

第4ブロック
- 徳大寺有恒：ホンダ・NSX(MT)
- 高田純次：日産・スカイライン GT-R NISMO R32

※はシード

#### 所ジョージのオールスター免許証CHECK
スタジオ駐車場にて、免許証の写真がなぜかおかしいことをネタにしたミニコーナー。実際に免許証が画面に映し出されたが、プライバシー保護のため本籍や住所は墨消しされた。人によっては生年月日や免許取得日が墨消しされていた。

#### オールスタースラローム大会
同一車両のパルサーGTI-Rでタイムを競った。参加者は0-200mのメンバーに羽賀研二が加わっている。ベストタイムは羽賀が出し、最後は所と対決して勝利し優勝した。所はパイロンを倒したが、車を降りてパイロンを立て直した後にゴールした。

#### オールスタージムカーナ大会
同一車両のパルサーGTI-Rを用い、くじ引きで決めた順番で一人ずつタイムを競った。参加者はスラローム大会と同じ。ベストタイムはスラローム大会と同じく羽賀がマークし優勝した。好タイムが期待された井倉はコースミス、枝豆はパイロンを轢いて失格した。不本意なタイムに終わった徳大寺は、「(順番が最後の方だったため)タイヤがツルツルなのよ」と言い訳をしていたが、所の「これでパルサーの評価が下がりますね」との問いかけに「そんなことありませんよ」と苦笑いしていた。

#### 爆笑 激突 オールスター 車ボクシング大会
これまでの流れとがらりと変わり、特設リングで中古車をぶつけ合い勝者を決める。所いわく「ちゃんと逝ってもいい人ばっかりでやりましたからね」というメンバーで行われた。所がレフェリー（なぜかハート型眼鏡に口ひげ、銀色のジャケット姿）を行い、場外は10カウントでリングアウト、動かなくなった場合はTKO、判定の場合は壊れ度合いの大きい方を負けとした。

##### 参加者（左が勝者）
- 高田純次：トヨタ・マークII(X60) VS つまみ枝豆：トヨタ・マークII(X30)
- 羽賀研二：日産・ローレルスピリット VS 林家しん平：ホンダ・アコード
- ヒロミ：日産・スカイライン VS 井倉光一：トヨタ・クラウン

### エンディング
オープニングとは逆に、駐車場で談笑後、参加者、ゲスト、リポータを所が見送り、最後は所が駐車場を去って終了。そのとき所が「次回をお楽しみに」とコメントしたが、キャノンボールの一件のせいか実現されていない。

## 出演 および スタジオ収録時の車種
- 司会 - 所ジョージ：GMC・C/K
- アシスタント 岡本夏生
- ゲスト 掛布雅之：AC・コブラ　289

参加者
- ヒロミ（B21スペシャル）：メルセデス・ベンツ　560SEL
- つまみ枝豆：ポルシェ・959 ※師匠・ビートたけしの所有車
- 三原じゅん子：シェビーバン  ※帰りは乗っていなかった
- 岡安由美子：三菱・GTO
- 井倉光一 (イクラちゃん)：シボレー・インパラ
- 徳大寺有恒：レンジローバー
- 林家しん平：フォルクスワーゲン・タイプ1　カブリオレ
- 池沢さとし：メルセデス・ベンツ・500SL
- 羽賀研二：フェラーリ・328GTS

※高田純次はスタジオには不参加。

### レポーター
- デビット伊東（B21スペシャル）
- ミスターちん（B21スペシャル）